# Kefka Palazzo
Kefka Palazzo (ケフカ·パラッツォ Kefuka Parattso?, Cefca Palazzo en el idioma japonés) es un importante personaje de la saga de videojuegos Final Fantasy. Fue diseñado originalmente por Yoshitaka Amano en Squaresoft, y es el villano principal de Final Fantasy VI que más tarde aparecería en el videojuego Dissidia: Final Fantasy para PSP como representante de Final Fantasy VI junto con Terra Branford y rediseñado por Tetsuya Nomura en Square-Enix.

## Creación y Diseño
El personaje fue inicialmente dibujado por Yoshitaka Amano. Al principio el equipo de desarrollo sólo tenía el boceto original de los personajes y una descripción de su papel en el juego para trabajar con ellos. Sin embargo, el escritor Yoshinori Kitase consideró que la primera escena del personaje era "aburrida", e improvisó en ella añadiendo a dos acompañantes a su lado para quitarle la arena de las botas ("¡Ejem! ¡Hay ARENA en mis botas!"), pretendiendo así sugerir que a Kefka le faltaba un tornillo por su comportamiento. Kitase en una entrevista citó esto como un elemento clave en el posterior desarrollo del personaje a lo largo del juego, sentando así las bases para la personalidad del mismo. 
En cuanto al diseño, Kefka no siguió la línea de los anteriores villanos de Final Fantasy, que lucían complejas armaduras y tenían aspecto más robusto, exceptuando a Nube de Oscuridad (villana principal de Final Fantasy III). En este caso, Yoshitaka vistió al personaje de forma mucho más sencilla y con un aspecto menos fuerte y de apariencia más débil que claramente recuerda al de un bufón o un mago por el tipo de prendas y el maquillaje facial. 
No obstante, en Dissidia: Final Fantasy fue Tetsuya Nomura quien se encargó de dibujarle. Kefka seguía manteniendo el mismo estilo en su aspecto sin que hubiese grandes cambios, ni en el diseño ni en el tipo de colorido. Nomura fue el diseñador principal de los personajes de la saga Final Fantasy desde que se fue Amano, esto es, a partir de la séptima entrega.
Básicamente, Kefka es un hombre de altura media, delgado, de cabellos largos y rubios sujetos en una coleta por una densa pluma. En todos sus diseños se le ve luciendo una siniestra sonrisa. Va vestido con ropa multicolor, una capa roja y amarilla y lleva las manos y la cara pintadas de blanco, con los labios y la sombra de ojos de color rojo, lo cual le da el aspecto ya mencionado de un payaso. En su forma divina su aspecto cambia radicalmente, pasando a tener la apariencia de un terrorífico ángel muy musculoso de piel violácea, con seis alas (las cuatro superiores de ángel y las dos inferiores de murciélago) vestido con un manto rojo y manteniendo su coleta rubia. Esta apariencia únicamente se muestra durante el combate final del juego.

## Personalidad

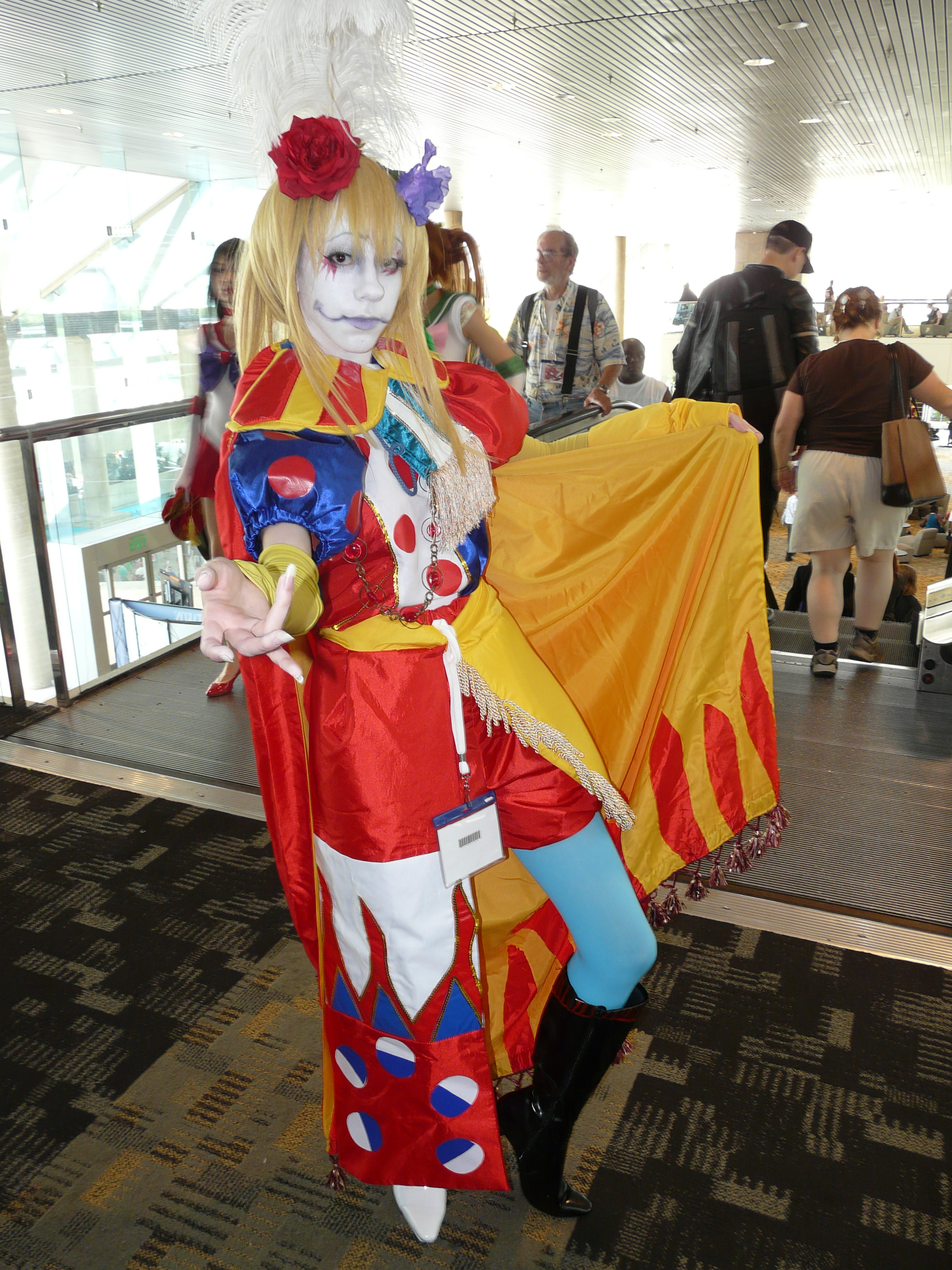
Cosplay de Kefka. Otakon 2012.

En términos de carácter, Kefka es maniático, narcisista, irascible, extravagante, despiadado, destructivo y cruel. Está completamente loco, y para nada tiene en cuenta la vida humana, y, de hecho, encuentra divertido el sufrimiento y la muerte de los demás. Tiende a hacer bromas -a veces pesadas- y posee un profundo odio irracional de prácticamente todo en el mundo, la única alegría de Kefka en la vida parece venir de causar la muerte y el caos allá donde puede. Lo que comienza como un simple desprecio e indiferencia a la existencia humana se acaba desarrollando en un nihilismo verdaderamente siniestro. Para él, ni el amor ni ningún otro tipo de sentimiento tiene sentido, por eso considera lógico el querer acabar con ellos.
Ese carácter propio de un demente se empieza a desarrollar en él antes de someterse al experimento Magitec, pero fue después de éste cuando perdió la poquísima cordura que le quedaba. En Dissidia, la ideología nihilista de Kefka se halla bajo una nueva luz durante la escena de su desaparición en la que Terra descubre que él no era más que un hombre incapaz de encontrarle otro sentido a la vida que no fuese el de la total destrucción, sin que hubiese necesariamente un motivo para ello.

## Apariciones

### Final Fantasy VI
16 años antes del inicio del juego, Kefka sirve al Emperador Gestahl como mago, y fue el primer "voluntario" para un experimento Magitec bajo la supervisión de Cid. Como resultado Kefka obtuvo el poder de la magia, pero durante el proceso se vieron notablemente afectadas sus capacidades mentales, convirtiéndole en un psicópata debido a que el sistema no estaba perfeccionado del todo. Prueba de ello es el control que ejerce sobre Terra para usarla contra Narshe y conseguir el Esper que allí se halla congelado junto con otros dos soldados, Biggs y Wedge. No obstante, Terra logra librarse de la esclavitud a la que estaba sometida gracias a la ayuda del ladrón Locke y los moguris, quienes la salvaron cuando ella se hallaba inconsciente tras una caída. Tras la huida in extremis, Locke y Terra buscan ayuda y alojamiento en el castillo de Fígaro, cuyo rey Edgar es un conocido de Locke. Al enterarse Kefka de esto decide ir a buscarla personalmente ya que no puede dejarla escapar, pero ante la negativa del rey Edgar de decirle dónde está la chica, incendia el castillo para devolverle la jugada. Pese a ello Terra, Edgar y Locke logran escapar en el último momento montados en chocobos y, furioso por haber fallado, Kefka decide vengarse.
Más tarde, durante el asedio al Reino de Doma, Kefka se impacienta por los métodos tardíos de conquista del General Leo y cuando éste le deja solo al mando de la operación decide contrariar sus advertencias y comienza a verter veneno sobre el río pese a las insistencias de los demás de no hacerlo, consiguiendo así la victoria para su bando, El Imperio, pero provocando también la muerte de miles de personas, algunas de ellas soldados que Leo había enviado allí a asediar la ciudad. A pesar de ese acto inhumano, Gestahl se alía con Kefka para ganarse su confianza tras comprobar de lo que es capaz. Después, el mago va a Thamasa para dar muerte a los Espers que allí se encuentran y aprovechar el poder que encierran. El General Leo decide intervenir para impedirlo, pero Kefka le acaba asesinando fríamente para evitar que interfiera en sus planes y se las arregla para ocultar su traición. Usando el poder que había obtenido de los Espers, Kefka ayuda a Gestahl a alzar el Continente Flotante, donde se hallaban las estatuas de los dioses de la magia, que le darían el poder que tanto ansiaba. 
Cuando Terra y los demás les descubren, Gestahl decide congelarles a todos excepto a Celes, a la que ordena matar a sus compañeros para demostrar su absoluta lealtad a El Imperio, pero en lugar de eso apuñala a Kefka, quien, efurecido, la golpea y asesina a su emperador sin miramientos traicionándole. Luego mueve las estatuas rompiendo el delicado equilibrio que en ellas había y, con el poder que guardan, se convierte a sí mismo en un Dios, el Dios de las ruinas que él creó. Todos los que se niegan a adorarle y a reconocerle como ser absolutamente superior sufren un horrible destino. Durante los últimos momentos del juego, Kefka revela su nihilismo, y considera la vida un absoluto sinsentido, proclamando que su nuevo objetivo es la destrucción de todos y todo ("Vida... esperanza... sueños... [...] ¡Voy a destruirlos a todos!). Finalmente, el grupo de Terra logra derrotarle tanto a él como al increíble poder que había obtenido y devuelven la armonía al planeta.
Entre los horribles actos que Kefka comete a lo largo del juego se encuentran el asesinato del General Leo con sus propias manos, el envenenamiento de Doma, la quema de Fígaro, esclavizar a Terra, desatar el caos y la tortura de cientos de Espers hasta extraerles sus poderes y finalmente, la destrucción del mundo.

### Dissidia: Final Fantasy
Al igual que todos los villanos de los Final Fantasy del I al XII -exceptuando el XI-, Kefka Palazzo hace su aparición como soldado del bando de Caos, dios de la discordia en todas las cosas y que cree que su objetivo verdadero es destruir el mundo mediante el estado de caos absoluto. Para ello asesina a Cosmos, diosa de la armonía. En el bando de la deidad fallecida se halla Terra Branford, quien será la encargada, junto con el resto los protagonistas de los Final Fantasy -exceptuando el XII- de vengar a Caos derrotando a sus aliados. En su caso debe encargarse de eliminar a Kefka, con quien se deberá enfrentar hasta dos veces hasta vencerle.
Kefka es un personaje controlable con habilidades propias y cuya definición en Dissidia es: 
Un mago que se recrea con la destrucción. En el juego original, es la mano derecha del emperador Gestahl. Demuestra ser un gran estratega militar a pesar de sus métodos inhumanos que provocan incontables víctimas.
Tras abusar del magitec pierde la poca cordura que tenía y, por sus crueles métodos, es odiado por sus subordinados.
Tiene 35 años y una inconfundible risa aguda.

## Recepción

### En Internet
La web especializada en videojuegos GameSpot realizó la misma encuesta a los internautas y, esta vez, Kefka ocupó el primer puesto con la nota de "Realmente Kefka es un personaje al que se puede odiar y adorar a la vez". Otra web, UCO.com, le situó en el tercer puesto de veinticinco, esta vez eligiendo los mejores personajes de RPG japonés (J-RPG), de él dijeron: "Chiflado, nihilista y cruel, Kefka no es como otros villanos de Final Fantasy. Él no se esconde, está constantemente delante tuyo haciendo maldades para luego contarlo". 
La famosa página de videojuegos IGN le colocó sexto en una lista que reunía a los veinticino mejores personajes de la historia de Final Fantasy, destacando su forma de hablar y su vestimenta. Cuando los internautas votaron lo mismo, ocupó el puesto número ocho comentando de él cosas similares. GamePro le situó en el puesto treinta y tres de un total de cuarenta y siete antagonistas, citando los genocidios que cometía y la esclavitud a la que sometió a Terra. GamesRadar le nombró primero de una serie de villanos y puntualizó que, comparado con Kefka, Sefirot parece tan interesante como "un contador de cadáveres pintado de marrón". También le compararon con el enemigo de Batman, El Joker, por su risa y por sus ambiciones.
La web española Meristation le situó en el segundo puesto en un artículo sobre "Los veinticinco mejores jefes finales" y dijeron de él: "Pocas veces nos habremos encontrado con un malo tan desquiciado, psicópata, loco y perturbado y, después de conocerle, desearemos no volver a conocerle nunca más". La misma página organizó un torneo de personajes de videojuego en el cual los internautas deberían votar en distintas encuestas por su personaje favorito en distintas eliminatorias. Kefka fue eliminado en la segunda ronda contra Solid Snake.

### Prensa
La revista Nintendo Power nombró a Kefka como el mejor villano en aparecer en una consola de Nintendo (lo hizo originalmente en SNES y más tarde en GBA) superando incluso a King K. Rool y también ocupó la tercera posición en Our Favourite Villains, sección de 250 Reasons to Love Nintendo de la misma revista. La descripción que de él dieron fue la siguiente: "Un loco payaso sin remordimientos con poderes de Dios que quiere destruirlo todo y a todos y estaba cerca de lograrlo... Kefka es absolutamente malvado".

## Curiosidades
- Kefka sólo tiene voz en Dissidia, ya que ni GBA ni SNES soportaban voces. En la versión japonesa es Shigeru Chiba quien se encarga de doblarle, mientras que en la versión anglosajona es Dave Wittenberg.

- En 2006 Kefka entró en la serie de figuras de coleccionista llamada Final Fantasy Master Creatures. Aparecía en su forma final: Kefka Angel.

- Uno de los efectos sonoros especiales de Final Fantasy VI era la risa aguda e inconfundible de Kefka. Éste normalmente se reía tras cometer un acto malvado o simplemente al pensar en cómo cometerlos.